# زنبقية
الفصيلة الزَّنبقية أو الزنبقيات (الاسم العلمي: Liliaceae) فصيلة نباتية ضمن رتبة الزنبقيات من صف أحاديات الفلقة. تضم أجناسًا كثيرة أهمها الزنبق.
تتميز أوراق هذه الفصيلة بشكلها الرمحي كبقية نباتات أحاديات الفلقة.

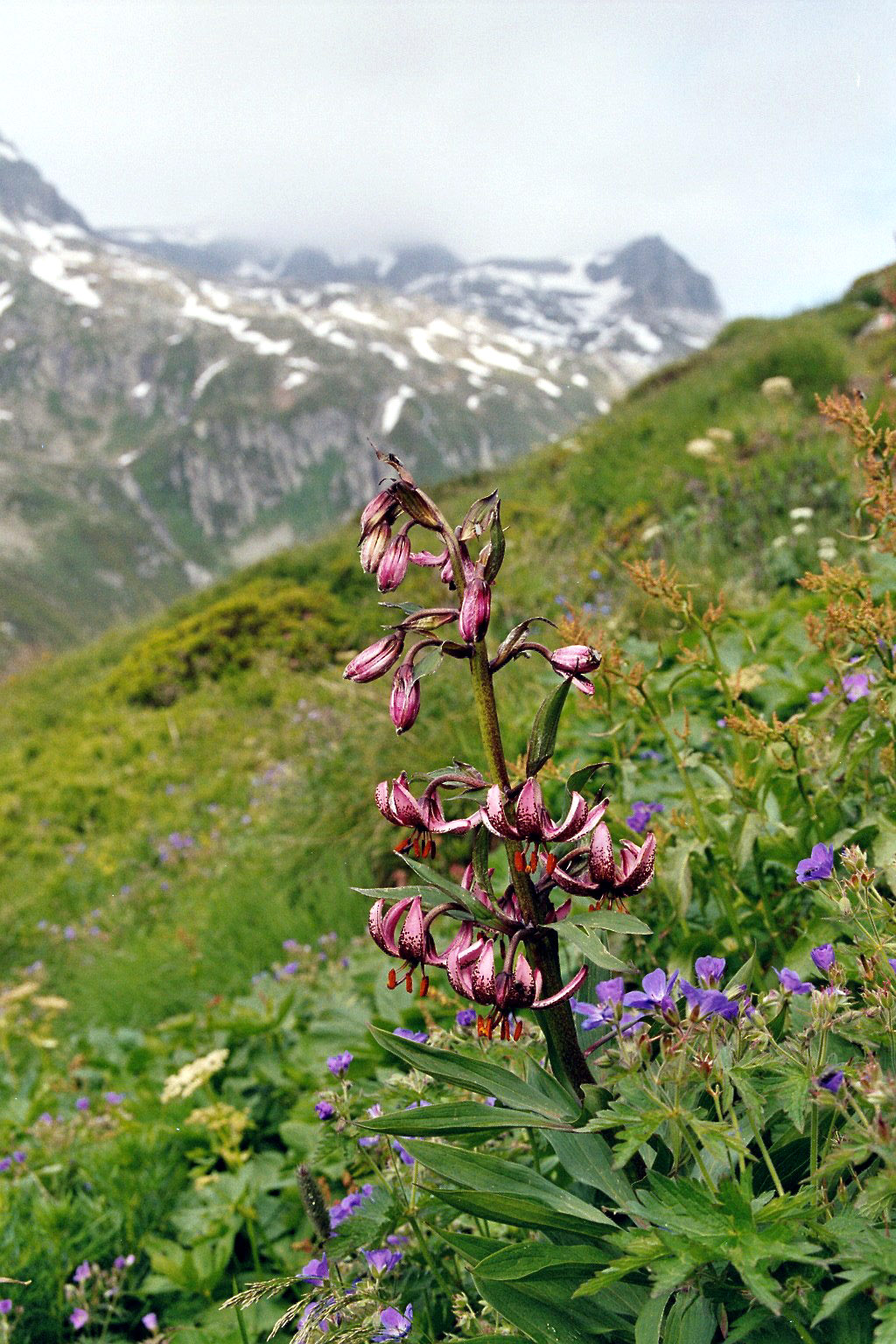
نبات زنبق في الجبال

## من أجناسها
- الزنبق (الاسم العلمي: Lilium)
- البوقية (الاسم العلمي: Fritillaria)

## المصدر
- الزَّنبقيات؛ الفصيلة الزَّنبقية - موسوعة المورد، منير البعلبكي، 1991